# فانوس‌ماهی فلزگون
فانوس‌ماهی فلزگون (نام علمی: Myctophum affine) نام یک گونه از تیره فانوس‌ماهی است.